# Rulli di tamburo per Rancas
Rulli di tamburo per Rancas è il primo romanzo della "pentalogia" La Ballata di Manuel Scorza. Scorza decide di raccontare sotto forma di romanzo la lotta dei comuneros (i contadini indigeni) realmente avvenuta in Perù negli anni sessanta. Molti personaggi del libro (Héctor Chacón, per esempio) sono realmente esistiti. Il romanzo (insieme a tutta la pentalogia) viene considerato dagli indios il racconto epico delle loro gesta.

## Trama
Dopo secoli di soprusi subiti da parte del dottor Montenegro, un latifondista locale, i comuneros di Rancas (una comunità contadina vicina a Cerro de Pasco) scoprono che un enorme recinto sta pian piano rinchiudendo tutti i loro territori, lasciandoli senza più terre da coltivare. Il recinto è costruito dalla multinazionale statunitense Cerro de Pasco Corporation, che agisce con il benestare del dottor Montenegro e delle istituzioni, senza aver avvisato né chiesto autorizzazione ai comuneros, legittimi proprietari delle terre.
Tra lo sconcerto iniziale della comunità, la situazione raggiunge livelli insostenibili: ora diventa persino difficile raggiungere Rancas, dato che il Recinto ha inglobato anche fiumi e strade. I contadini si rivolgono al loro rappresentante locale, il Personero don Alfonso Rivera, ma i suoi reclami restano inascoltati. 
Intanto Héctor Chacón della comunità di Yanahuanca, detto il Nittalope, inizia a raggruppare una banda allo scopo di eliminare il prepotente Montenegro. Chacón, l'Abigeo, il Ladro di Cavalli organizzano l'omicidio, ma, scoperti, sono costretti a rifugiarsi sui monti ed a vivere da banditi.
Stufi di presentare reclami, istigati da Fortunato, che ha visto uccise tutte le sue pecore dai bravacci della Cerro de Pasco, i comuneros di Rancas trasportano tutte le pecore morte davanti alla Prefettura di Cerro, ottenendo solo l'arresto di Fortunato. Il Personero, convinto oramai della faziosità delle autorità, fa riunire in una piazza tutti i maiali che la comunità riesce a recuperare, li tiene a digiuno per una settimana, per poi liberarli nei pascoli recintati, rendendoli inutilizzabili.
Héctor Chacón nel frattempo sta per mettere in atto il suo piano, anche a costo di travestirsi da donna ed infiltrarsi nel palazzo di Montenegro. Per ottenere i vestiti adatti, torna a casa sua di nascosto. Ma tradito da un suo parente, viene arrestato dalla Guardia Civile ed imprigionato.
Ridotti a far pascolare le pecore nei cimiteri, dopo che le guardie della Cerro de Pasco hanno impedito anche ai pochi animali rimasti di lasciare il paese, i comuneros si decidono alla lotta armata: attaccano la guardia repubblicana con fionde e sassi. Anche qui interviene la Guardia Civile, che sgombera il villaggio, massacrando la popolazione e bruciando le abitazioni. I comuneros si ritrovano sotto terra, morti, a raccontarsi le ultime violenze subite.

## Stile
Come è sua abitudine, Scorza cerca di riprodurre il ritmo dei racconti popolari andini, attraverso una narrazione mimetica e realistica che ricorda i parlanti popolari di Giovanni Verga: il narratore non interviene mai in prima persona, non presenta né i personaggi, ma parla come parlerebbe uno dei suoi personaggi. Spesso il lettore viene confuso dal fatto che uno stesso personaggio venga chiamato in modi diversi. In alcuni capitoli Scorza interrompe il flusso della narrazione e presenta piccoli riassunti della situazione economica e sociale del Perù, senza mai però perdere il suo tono impersonale.
Altra caratteristica della scrittura di Scorza è che i capitoli si alternano, seguendo ora la lotta dei contadini di Rancas, ora la storia di Héctor Chacón, frammentando molto la narrazione.

## Edizioni
- Manuel Scorza, Rulli di tamburo per Rancas, traduzione di Enrico Cicogna, collana Universale Economica, Feltrinelli, 2002,  p. 239, ISBN 88-07-80721-1.